# SS18站
SS18站位於马来西亚雪兰莪州梳邦再也SS18区的增卡路旁。本站属于格拉那再也（旧称布特拉轻快铁）的延长线路，于2016年6月30日正式开始营业。

## 车站概要
本站属于格拉那再也线延长线，于2016年6月30日开始运营。车站设有两个入口，分别位于SS18和SS14。
车站大厅位于一楼，并设有连接设施。验票闸门、自动售票机和服务柜台皆位于此楼。站台层则位于二楼，为岛式结构。